# 20212 Ekbaltouma
20212 Ekbaltouma este un asteroid din centura principală de asteroizi.

## Descriere
20212 Ekbaltouma este un asteroid din centura principală de asteroizi. A fost descoperit pe 3 aprilie 1997 la Socorro, New Mexico, în cadrul proiectului LINEAR. Asteroidul prezintă o orbită caracterizată de o semiaxă mare de 3,04 ua, o excentricitate de 0,07 și o înclinație de 8,3° în raport cu ecliptica.